# Kuznetsi
Kuznetsi (en rus: Кузнецы) és un poble de l'óblast de Vladímir, a Rússia, segons el cens del 2010 tenia 2 habitants. Pertany al districte municipal de Sóbinka.